# Срећа малих мишева
„Срећа малих мишева” је југословенски кратки филм из 1957. године. Режирао га је Драгољуб Ивков који је написао и сценарио.

## Улоге
| Глумац     | Улога |
| ---------- | ----- |
| Петар Лупа |       |